# ВМРО – Българско национално движение
Вижте пояснителната страница за други значения на ВМРО.
ВМРО – Българско национално движение, съкратено ВМРО, е националноконсервативна политическа партия в България. Акронимът ВМРО идва от историческата Вътрешна македонска революционна организация, на която ВМРО се самоопределя като наследник. Партийната централа се помещава в Македонския културен дом на улица „Пиротска“ 5 в София.

## История

### ВМРО – СМД (1989 – 1999)
През 1989 година, при започналата демократизация на България, културно-просветните клубове „Гоце Делчев“ в София и Варна се активизират. Те са приемници на Съюза на македонските емигрантски организации, културно-просветна и обществена организация на македонските българи в Царство България, разтурена скоро след Деветосептемврийския преврат от 1944 година. До края на годината се създават дискусионен клуб „Вардар“ в Благоевград, македоно-българско дружество „Тодор Александров“ в Петрич, дружества във Велико Търново, Пловдив, Гоце Делчев и други, като общо 23 дружества взимат участие във Възстановителния конгрес на Съюза на македонските културно-просветни дружества в България. Той е проведен на 5 януари 1990 година в Македонския културен дом в София, като за председател на организацията е избран Димитър Гоцев, за негови заместници – Стоян Бояджиев и Христо Тенев, а за секретари – Евгений Еков и Красимир Каракачанов.
На 16 декември 1990 година се състои Първият редовен конгрес на Съюза на македонските културно-просветни дружества (СМКПД), на който името на организацията е променено на ВМРО – Съюз на македонските дружества (ВМРО – СМД). Взима се решение, освен с просветна и културна дейност, дружеството да оказва и влияние в политическия живот в България, като изиграва роля при признаването на независимостта на Република Македония. През 1994 година чрез предизборно споразумение Анатолий Величков и Евгений Еков са избрани за депутати от листата на Съюза на демократичните сили. На Третия поред конгрес на организацията, състоял се на 24 – 25 март 1995 година в Кюстендил, е избрано ръководство в състав Красимир Каракачанов, Райна Дрангова и Евгений Еков. Между 1992 – 1995 година Стоян Бояджиев е председател на организацията, а след това е неин почетен председател.
На 15 – 16 февруари 1997 година в Петрич се провежда четвърти поред конгрес на ВМРО – СМД. За едноличен председател на организацията е избран Красимир Каракачанов, а за негови заместници – Райна Дрангова и Валентин Китанов. За почетен председател е избран Иван Татарчев. На изборите от същата година Красимир Каракачанов и Анатолий Величков са избрани за депутати от листата на ОДС. ВМРО – СМД се реорганизира в общобългарска национална организация, заради което несъгласна с политиката група се отцепва във ВМРО – СМО. През 1999 година добавката „Съюз на македонските дружества“ отпада от името на организацията, заменено от „Българско национално движение“ (ВМРО – БНД) – като вече регистрирана политическа партия. През 2000 година друга група от организацията се отцепва във ВМРО – БДД. В Пазарджик е регистрирана Фондация „ВМРО“, която включва имотите на бившите македонски дружества. Така се дава начало на широки дискусии дали подобна фондация е законна и морална. През 2001 година от организацията се отцепва и софийската младежка организация, начело с Анатолий Величков.
За периода 1990 – 1999 година ВМРО – СМД активно участва в обществения живот на България. През май 1991 г. в Благоевград се провежда Втори велик македонски събор, на който присъстват дейци и симпатизанти на Македонското дело от България, Вардарска и Егейска Македония и членове на Македонската патриотична организация в САЩ, Канада и Бразилия. По инициатива на ВМРО – СМД в Кюстендил е възстановен разрушеният от комунистите паметник на Тодор Александров – водач на Организацията в периода 1911 – 1924 г. Възстановен е и неговият гроб в Пирин планина, над село Сугарево, Мелнишко. Установяват се връзки със сродни организации в Република Македония, като ВМРО – Татковинска на Димитър Църномаров и ВМРО – Охрид на Владимир Паунковски. През 1990 година ВМРО – СМД излиза с декларация в подкрепа на независимостта на Република Македония и излизането ѝ от състава на Югославската федерация. През 1993 година ВМРО – СМД организира протест срещу връчването на акредитивните писма на посланика на САЩ в България – г-н Уилям Монтгомъри, който заявил, че ще иска промяна на българската конституция и признаване на „македонско малцинство“ в България. Печатен орган на ВМРО – СМД е вестник „Македония“.

### ВМРО – БНД (от 1999 г.)
На местните избори през 1999 г. ВМРО успява да спечели кметски места в общините Стамболийски, Своге, Елин Пелин, Бяла. Успехи постигат кандидат-кметовете на ВМРО в Пловдив, Кюстендил, Благоевград, Стара Загора, Велико Търново и др. 123 представители на Организацията са избрани за общински съветници. Председателите на общинските съвети в Благоевград и Кюстендил са членове на ВМРО. От общо гласували 867 464 души (по местата, където ВМРО участва самостоятелно), Организацията получава 51 333 гласа, което прави 5,92%.
На парламентарните избори през 2001 година ВМРО участва в коалиция с движение „Гергьовден“, като постига резлутат 3,63%. „ВМРО – БНД“ участва на парламентарните избори през 2005 година в Коалиция „Български народен съюз“ и като парламентарно представена сила има петима депутати в XL народно събрание. През юни 2007 година „ВМРО – БНД“ предлага изменение в закона за изборите, което включва въвеждане на задължително гласуване и образователен ценз (завършено основно образование) за имащите право на глас. През 2008 година заедно с „ЛИДЕР“ и „Земеделския народен съюз“ формират коалиционното движение „Напред“, което се разпада и вместо това влизат в коалиция с Ред, законност и справедливост, но не излъчват свои депутати на парламентарните избори през 2009 година. През 2010 година на редовен конгрес от ВМРО се отцепва „Вяра Морал Родолюбие Отговорност – Национален Идеал за Единство“. Впоследствие през 2012 г. „Вяра Морал Родолюбие Отговорност – Национален Идеал за Единство“ се преименува на „Национален Идеал за Единство“.
На президентските избори през 2011 година „ВМРО – БНД“ издига за кандидат своя лидер Красимир Каракачанов, който получава 33 236 гласа (0,99%). На проведените по същото време местни избори кандидатът на партията Пенчо Чанев е преизбран за кмет на община Златарица. „ВМРО – БНД“ участва в различни коалиции, чиито кандидати печелят също в общините Криводол, Мирково, Симитли и Струмяни.
На 5 септември 2012 г. партията изпраща отворено писмо, адресирано до всички патриотични партии и граждански организации в страната, съдържащо призив за национално обединение в общ патриотичен съюз преди предстоящите парламентарни избори през 2013 г.
На изборите за народни представители, проведени на 12 май 2013 г., „ВМРО – БНД“ печели 66 803 гласа или 1,88% от имащите право на глас.
На изборите за европейски парламент през 2014 г. партията е част от коалиция „България без цензура–Гергьовден–ЗНС–ВМРО“. Коалицията печели 10,65% и 2 места за евродепутати – Николай Бареков от „България без цензура“ и заместник-председателят на „ВМРО – БНД“ Ангел Джамбазки.
На 18 юли 2014 г. „НФСБ“ отправя покана към „ВМРО – БНД“ да се присъедини към обединението Патриотичен фронт. На 3 август 2014 г. е подписано коалиционното споразумение за предсрочните избори на 5 октомври 2014 г. В него влизат още партиите и организациите „ГОРД“, „НИЕ“, „СЕК“, сдружение „Патриот“, „Целокупна България“, „Национално движение БГ патриот“, Съюз на патриотичните сили „Защита“, Национално сдружение на запасното войнство „За честта на пагона“, „Национално движение за спасение на Отечеството“, „Национал-демократична партия“, „Свобода“ и „Възраждане на отечеството“.
През 2021 г. Обединени патриоти се разпада, след като ВМРО – Българско национално движение изявяват желание да се явят сами на парламентарните избори.

## Символи
- Знаме – правоъгълна форма, разделено на две равни части, като горната част е в червен цвят, а долната – в черен и със златен надпис в средата ВМРО.
- Герб с форма на щит, разделен на червена горна част и черна долна част, със златен кант по края и изправен коронован златен лъв обърнат на дясна хералдическа страна, разположен в средата.
- Печат – кръгъл с надпис в средата ВМРО и околовръст Българско национално движение.
- Официален празник – 23 октомври.
- Девиз – „Единство и сила“.
- ВМРО има почетен знак, значки и почетни листи, с които отличава лица със заслуги към България и Организацията.
- Химн – „Изгрей зора на свободата“.[19]

## Политическа идеология

### Икономически възгледи
Партията се обявява за повишаване на икономическата свобода чрез намаляване на административните пречки пред бизнеса, за постигане на баланс между държавата и бизнеса и за развитието на икономика, базирана на знанието. Намаляване на данъците – например намаляване на осигурителната тежест, както и данъчни преференции за значими инвестиции.

## Участия на избори

### Парламентарни
| година | избори           | гласове   | %     | резултат |
| ------ | ---------------- | --------- | ----- | -------- |
| 1997*  | Народно събрание | 2 223 714 | 52,26 | 10 / 240 |
| 2001*  | Народно събрание | 165 927   | 3,63  | 0 / 240  |
| 2005*  | Народно събрание | 189 268   | 5,19  | 6 / 240  |
| 2009*  | Народно събрание | ––        | ––    | 0 / 240  |
| 2013   | Народно събрание | 66 803    | 1,88  | 0 / 240  |
| 2014*  | Народно събрание | 239 101   | 7,28  | 8 / 240  |
| 2017*  | Народно събрание | 318 513   | 9,07  | 11 / 240 |
| 2021   | Народно събрание | 116 434   | 3,64  | 0 / 240  |
| 2021*  | Народно събрание | 85 795    | 3,14  | 0 / 240  |
| 2021   | Народно събрание | 28 319    | 1,08  | 0 / 240  |
| 2022   | Народно събрание | 20 177    | 0,78  | 0 / 240  |
| 2024   | Народно събрание | 21 273    | 0,96  | 0 / 240  |

- На изборите през 1997 г. участва като част от коалиция „Обединени демократични сили“.
- На изборите през 2001 г. участва като част от коалиция „Гергьовден – ВМРО“.
- На изборите през 2005 г. участва като част от коалиция „Български народен съюз“, а от ВМРО-БНД са избрани 6 депутати.
- Преди изборите през 2009 г. ЦИК анулира регистрацията на партията и не я допуска до участие.[21]
- На изборите през 2014 г. участва като част от коалиция „Патриотичен фронт“, а от ВМРО-БНД са избрани 8 депутати.
- На изборите през 2017 г. участва като част от коалиция „Обединени патриоти“, а от ВМРО-БНД са избрани 11 депутати.
- На изборите през 2021 г. партията се явява сама и не успява да влезе в парламента.[22]
- На Парламентарни избори в България (юли 2021), партията участва като част от коалиция Българските патриоти, заедно с НФСБ и ВОЛЯ.
- На Парламентарни избори в България (ноември 2021), партията се явява сама и не успява да влезе в парламента.[23]

### Президентски

#### 2011
На Президентските избори през 2011 година партията издига двойката:
- Красимир Каракачанов – за президент
- Даниела Симидчиева-Димитрова – за вицепрезидент

Те получават 33 236 валидни гласа или 0,99% подкрепа от избирателите.

#### 2016
На 28 юли 2016 г. инициативен комитет на патриотични организации издига Красимир Каракачанов за кандидат за президент, а за негов вицепрезидент е предложен Явор Нотев от „Атака“. Двойката получава подкрепата на Патриотичния фронт (НФСБ и ВМРО) и „Атака“ за президентските избори през 2016 г. На 30 септември 2016 г. те се регистрират в ЦИК като „Обединени патриоти – НФСБ, Атака и ВМРО“. Получават 14,97% на изборите или подкрепата на 573 016 български граждани, което им отрежда трето място. На балотажа патриотите не дават подкрепата си нито за Румен Радев, нито за Цецка Цачева.
| година | избори    | гласове | %     | резултат                   |
| ------ | --------- | ------- | ----- | -------------------------- |
| 2011   | Президент | 33 236  | 0,99  | Десето място на първия тур |
| 2016   | Президент | 573 016 | 14,97 | Трето място на първия тур  |
| 2021   | Президент | 13 377  | 0,50  | Девето място на първия тур |

### Европейски парламент
| година | избори               | гласове | %     | резултат |
| ------ | -------------------- | ------- | ----- | -------- |
| 2009*  | Европейски парламент | 57 931  | 2,25  | 0 / 17   |
| 2014*  | Европейски парламент | 238,629 | 10,65 | 1 / 17   |
| 2019   | Европейски парламент | 143 830 | 7,36  | 2 / 17   |

- На изборите за европейски парламент през 2009 г. участва като част от коалиция „Напред“.
- На изборите за европейски парламент през 2014 г. участва като част от коалиция „България без цензура–Гергьовден–ЗНС–ВМРО“. Коалицията печели 2 места, като от ВМРО-БНД за евродепутат е избран Ангел Джамбазки.[33]
- На Избори за Европейски парламент през 2019 (България) ВМРО се регистрира за участие като самостоятелна партия, с няколко кандидати от т.нар. „Гражданска квота“. Водач на листата е Ангел Джамбазки.

### Местни избори

#### 2015
ВМРО-Българско национално движение има избрани двама кмета на общини:
- Златарица
- Карнобат

#### 2019
ВМРО-Българско национално движение има избрани кметове на общини:
- Сандански
- Каварна
- Трявна

2023
През 2023 Елена Балтжиева е преизбрана като кмет на Каварна от ВМРО̩-БНД

## Критики и противоречия
„ВМРО – БНД“ има публични връзки с организации с крайно десни и неонацистки възгледи и дейност, в частност Български национален съюз (БНС), пловдивския клон на международната неонацистка организация Кръв и чест, както и Национална съпротива, с които организира и участва в общи инициативи, спортни събития и масови мероприятия. През 2006 г. членове на „ВМРО – БНД“ вземат участие в организираното от Български национален съюз възпоменателно факелно шествие Луковмарш, в памет на ген. Христо Луков – един от последните ръководители на крайнодясната и пронацистка организация Съюз на българските национални легиони през 40-те години на 20. век. През 2012 г. конференция по повод на Луковмарш се състои в централата на партията в София, като е планирано заместник-председателят на партията и общински съветник Ангел Джамбазки да се включи в нея с доклад на тема „Циганизация и цигански въпрос в България и Европа. Хронология на десоциализацията и самоизолацията на циганите в българското общество. Причини и последици. Възможни решения на този въпрос в България и в Европа“. Впоследствие Джамбазки отменя участието си поради възникнал друг ангажимент.
В официални изявления от ръководството на „ВМРО – БНД“ се дистанцират от националсоциалистическата идеология, заявявайки родолюбивата според тях същност на ВМРО.